# Mats Møller Dæhli
Mats Møller Dæhli (Oslo, 2 de marzo de 1995) es un futbolista noruego que juega de centrocampista para el Molde FK de la Eliteserien.

## Selección nacional
Debutó con la selección de fútbol de Noruega el 15 de noviembre de 2013 en un partido amistoso contra Dinamarca que acabó con un resultado de 2-1 a favor del conjunto danés. Además disputó la clasificación para la Eurocopa 2016.

### Goles internacionales
| # | Fecha                 | Estadio                                  | Oponente | Gol | Resultado | Competición                         |
| - | --------------------- | ---------------------------------------- | -------- | --- | --------- | ----------------------------------- |
| 1 | 10 de octubre de 2014 | Estadio Nacional Ta' Qali, Attard, Malta | Malta    | 0-1 | 0-3       | Clasificación para la Eurocopa 2016 |

## Estadísticas
Actualizado al último partido disputado el 13 de marzo de 2025.
| Club                          | Div.          | Temporada     | Liga  | Liga  | Copas nacionales | Copas nacionales | Copas internacionales | Copas internacionales | Total | Total |
| Club                          | Div.          | Temporada     | Part. | Goles | Part.            | Goles            | Part.                 | Goles                 | Part. | Goles |
| ----------------------------- | ------------- | ------------- | ----- | ----- | ---------------- | ---------------- | --------------------- | --------------------- | ----- | ----- |
| Molde FK · Noruega            | 1.ª           | 2013          | 12    | 0     | 2                | 0                | 1                     | 0                     | 15    | 0     |
| Cardiff City F. C. Gales      | 1.ª           | 2013-14       | 13    | 1     | 2                | 0                | ―                     | ―                     | 15    | 1     |
| Cardiff City F. C. Gales      | 2.ª           | 2014-15       | 9     | 0     | 2                | 0                | ―                     | ―                     | 11    | 0     |
| Cardiff City F. C. Gales      | Total club    | Total club    | 22    | 1     | 4                | 0                | 0                     | 0                     | 26    | 1     |
| S. C. Friburgo II · Alemania  | 4.ª           | 2014-15       | 2     | 0     | ―                | ―                | ―                     | ―                     | 2     | 0     |
| S. C. Friburgo · Alemania     | 1.ª           | 2014-15       | 2     | 0     | ―                | ―                | ―                     | ―                     | 2     | 0     |
| S. C. Friburgo II · Alemania  | 4.ª           | 2015-16       | 5     | 0     | ―                | ―                | ―                     | ―                     | 5     | 0     |
| S. C. Friburgo II · Alemania  | Total club    | Total club    | 7     | 0     | 0                | 0                | 0                     | 0                     | 7     | 0     |
| S. C. Friburgo · Alemania     | 2.ª           | 2015-16       | 2     | 0     | ―                | ―                | ―                     | ―                     | 2     | 0     |
| S. C. Friburgo · Alemania     | 1.ª           | 2016-17       | 2     | 0     | 2                | 1                | ―                     | ―                     | 4     | 1     |
| S. C. Friburgo · Alemania     | Total club    | Total club    | 6     | 0     | 2                | 1                | 0                     | 0                     | 8     | 1     |
| F. C. St. Pauli · Alemania    | 2.ª           | 2016-17       | 13    | 2     | ―                | ―                | ―                     | ―                     | 13    | 2     |
| F. C. St. Pauli · Alemania    | 2.ª           | 2017-18       | 21    | 0     | 1                | 0                | ―                     | ―                     | 22    | 0     |
| F. C. St. Pauli · Alemania    | 2.ª           | 2018-19       | 32    | 2     | 1                | 0                | ―                     | ―                     | 33    | 2     |
| F. C. St. Pauli · Alemania    | 2.ª           | 2019-20       | 16    | 1     | 2                | 0                | ―                     | ―                     | 18    | 1     |
| F. C. St. Pauli · Alemania    | Total club    | Total club    | 82    | 5     | 4                | 0                | 0                     | 0                     | 86    | 5     |
| K. R. C. Genk · Bélgica       | 1.ª           | 2019-20       | 3     | 1     | ―                | ―                | ―                     | ―                     | 3     | 1     |
| K. R. C. Genk · Bélgica       | 1.ª           | 2020-21       | 5     | 0     | ―                | ―                | ―                     | ―                     | 5     | 0     |
| K. R. C. Genk · Bélgica       | Total club    | Total club    | 8     | 1     | 0                | 0                | 0                     | 0                     | 8     | 1     |
| 1. F. C. Núremberg · Alemania | 2.ª           | 2020-21       | 14    | 1     | ―                | ―                | ―                     | ―                     | 14    | 1     |
| 1. F. C. Núremberg · Alemania | 2.ª           | 2021-22       | 33    | 3     | 2                | 0                | ―                     | ―                     | 35    | 3     |
| 1. F. C. Núremberg · Alemania | 2.ª           | 2022-23       | 30    | 1     | 4                | 0                | ―                     | ―                     | 34    | 1     |
| 1. F. C. Núremberg · Alemania | 2.ª           | 2023-24       | 8     | 0     | 1                | 0                | ―                     | ―                     | 9     | 0     |
| 1. F. C. Núremberg · Alemania | Total club    | Total club    | 85    | 5     | 7                | 0                | 0                     | 0                     | 92    | 5     |
| Molde FK · Noruega            | 1.ª           | 2024          | 23    | 0     | 3                | 0                | 14                    | 1                     | 40    | 1     |
| Molde FK · Noruega            | 1.ª           | 2025          | 0     | 0     | 0                | 0                | 4                     | 0                     | 4     | 0     |
| Molde FK · Noruega            | Total club    | Total club    | 35    | 0     | 5                | 0                | 19                    | 1                     | 59    | 1     |
| Total carrera                 | Total carrera | Total carrera | 245   | 12    | 22               | 1                | 19                    | 1                     | 286   | 14    |
| 1. 2.                         |               |               |       |       |                  |                  |                       |                       |       |       |

## Palmarés

### Campeonatos nacionales
| Título          | Club     | País    | Año  |
| --------------- | -------- | ------- | ---- |
| Copa de Noruega | Molde FK | Noruega | 2013 |